# Mount Weart
Der Mount Weart ist ein 2835 m hoher dreigipfliger Berg mit einer Schartenhöhe von 365 m in den Garibaldi Ranges, einer Teilkette der Coast Mountains im Südwesten der kanadischen Provinz British Columbia. Er liegt etwa 13 Kilometer westnordwestlich der Gemeinde Whistler im Squamish-Lillooet Regional District.

## Geographie
Der Mount Wedge liegt im nordwestlichen Teil des Garibaldi Provincial Park, 14 km nordöstlich von Whistler. Der nächsthöhere Gipfel, der Wedge Mountain, liegt 3,7 km südlich; es ist der einzige höhere Gipfel im Park. An der Westflanke befindet sich der Armchair Glacier, während der gewaltige Weart Glacier die Nord- und Ostflanke umschließt. Die Abflüsse der Niederschläge sowie Schmelzwässer der Gletscher speisen den Wedgemount Lake  und Zuflüsse des Lillooet River.
| Mount Cook         | Mount Moe                                   | The Owls        |
| Wedgemount Lake    | Kompassrose, die auf Nachbargemeinden zeigt | Weart Glacier   |
| Parkhurst Mountain | Wedge Mountain                              | Eureka Mountain |

### Klima
In Bezug auf die Klimaklassifikation nach Köppen und Geiger liegt der Mount Weart im Bereich des Seeklimas (Cfb) an der Westküste Nordamerikas. Die meisten Wetterfronten stammen vom Pazifik und bewegen sich ostwärts auf die Coast Mountains zu, wo sie durch die Berge zum Aufsteigen (Windstau) gezwungen werden, was wiederum dazu führt, dass die enthaltene Feuchtigkeit in Form von Regen oder Schnee abgegeben wird. Im Ergebnis führt das zu hohen Niederschlägen in den Coast Mountains, insbesondere zu starken Schneefällen im Winter. Die Monate Juli bis September bieten die besten Wetterbedingungen für einen Aufstieg.

## Geschichte
Ursprünglich wurde der Berg unter Bergsteigern als Armchair Mountain oder The Armchair bezeichnet. Der Name „Mount Weart“ wurde 1928 durch das Garibaldi Park Board zu Ehren seines damaligen Vorsitzenden, John Walter Weart (1861–1941), vorgeschlagen. Der Toponym wurde am 2. September 1930 durch das Geographical Names Board of Canada offiziell angenommen. Die Erstbesteigung des Berges erfolgte 1932 durch B. Cook und P. Tait.

## Kletterrouten
Folgende Felskletter-Routen haben sich am Mount Weart durchgesetzt:
- Südost-Grat – YDS 2
- Südwest-Grat – YDS 3
- Nordwest-Grat – YDS 4
- Nordflanke – steil und eisbedeckt

## Galerie

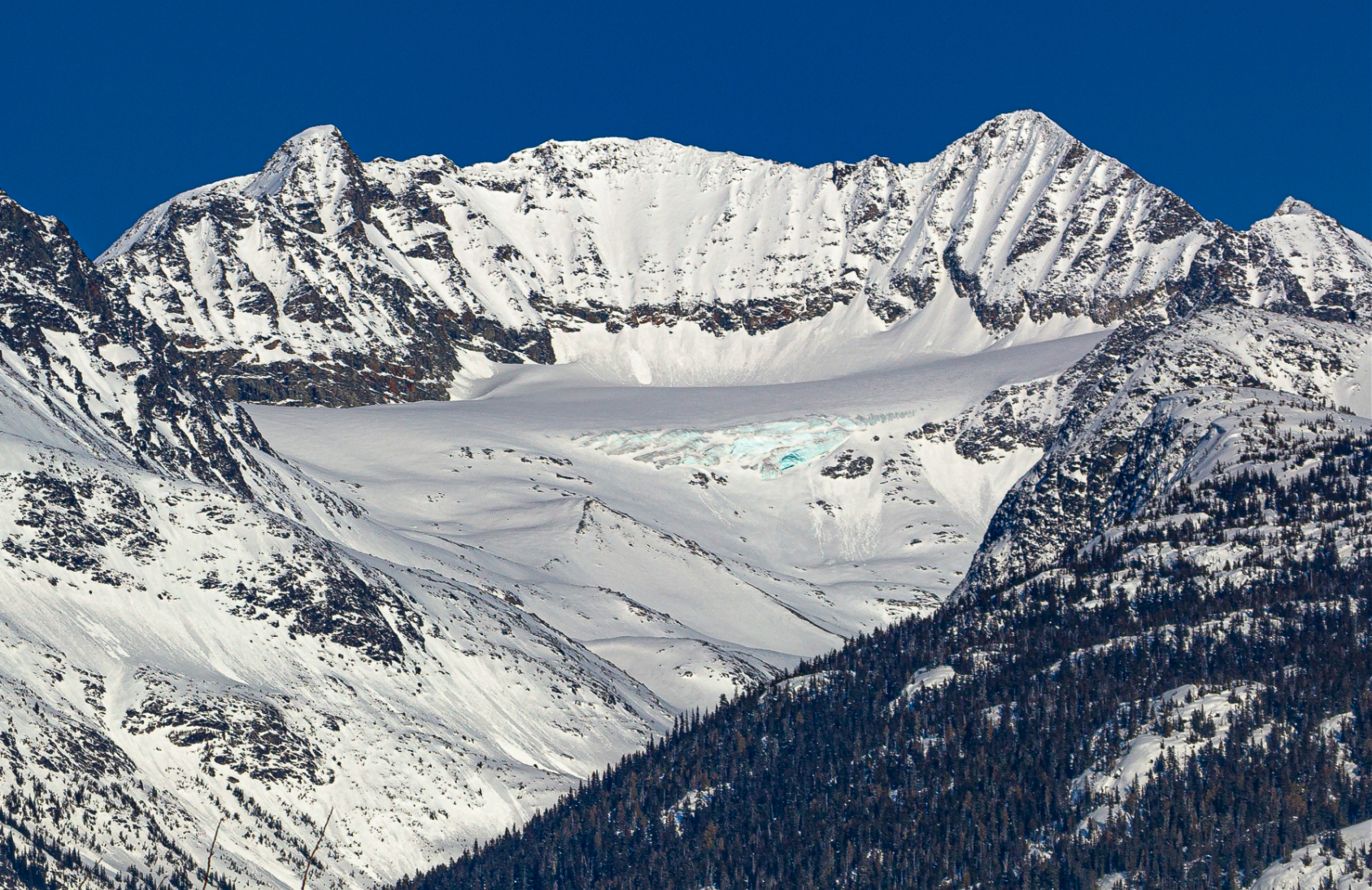
Mount Weart vom Highway 99 aus
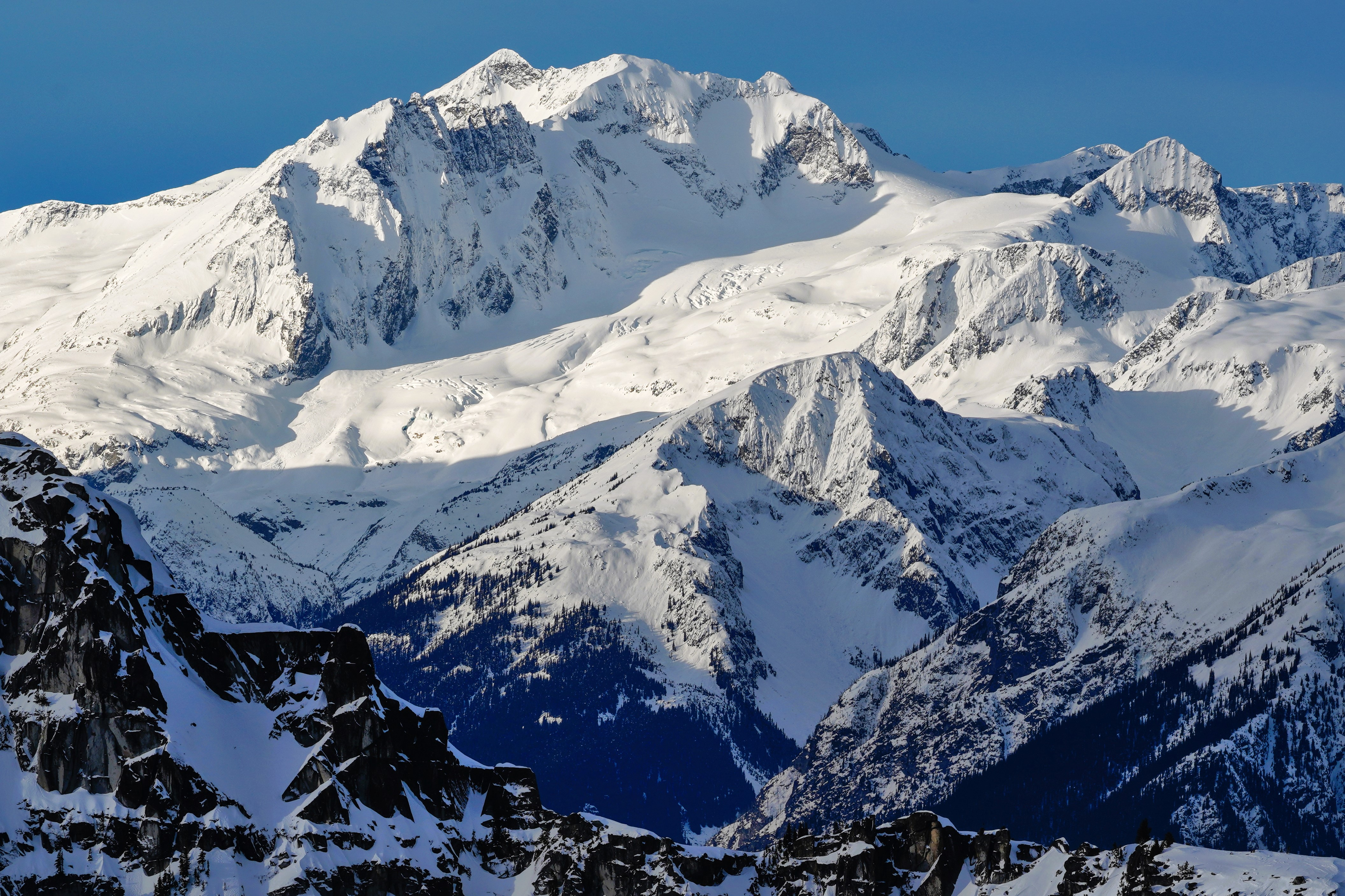
Nordostseite, Blick vom Mt. Taylor
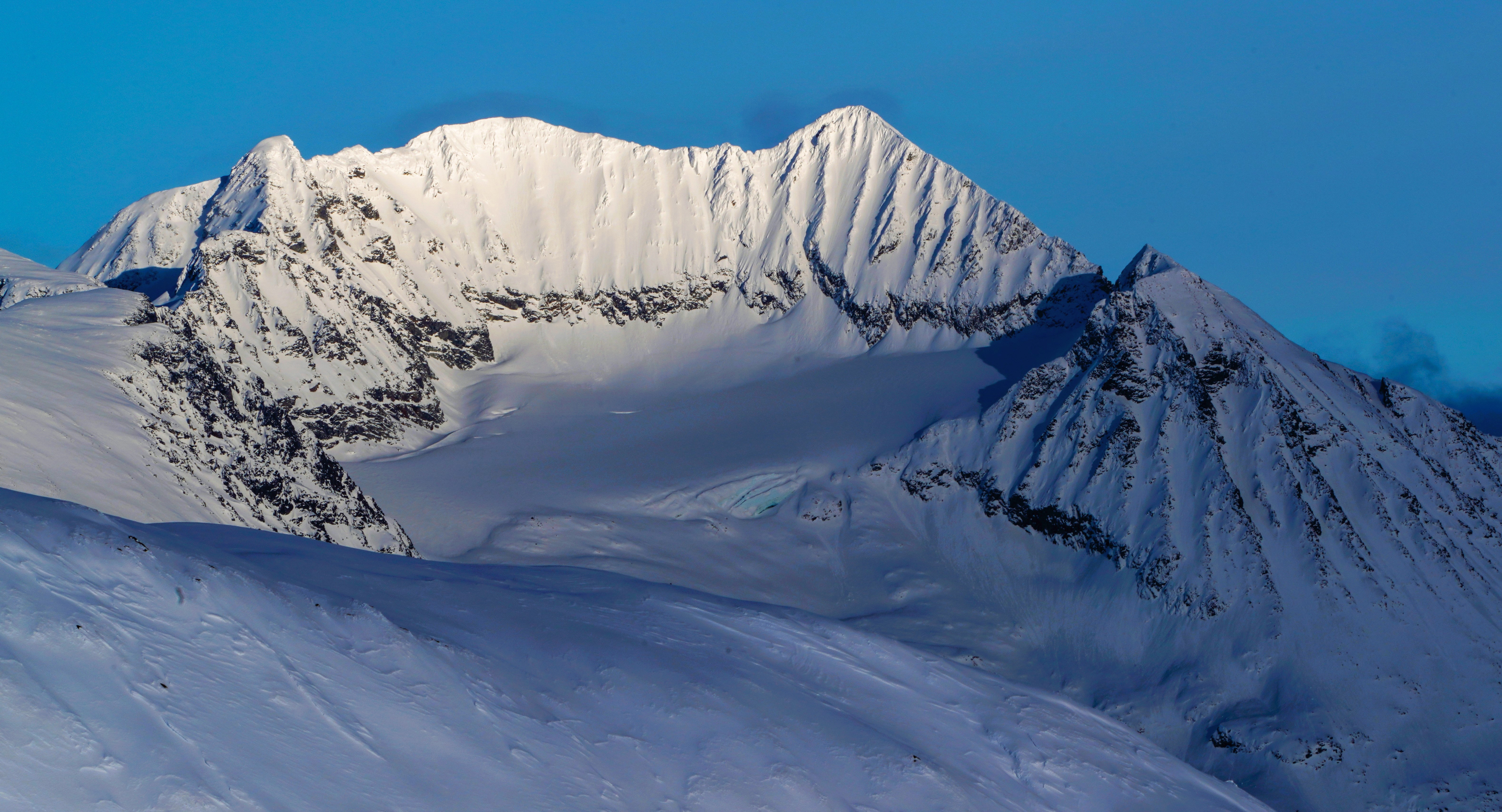
Westflanke im Winter
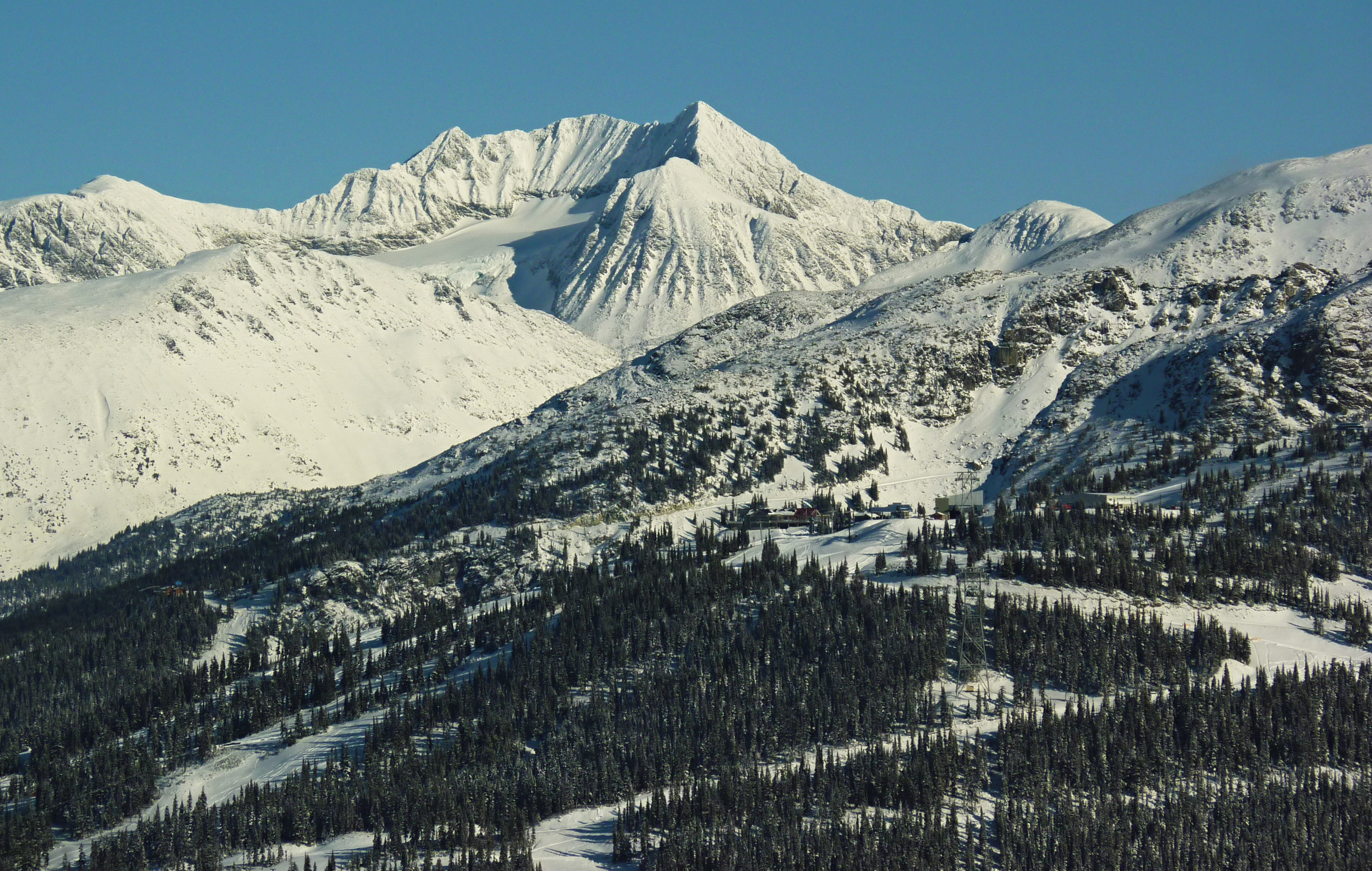
Mt. Weart vom Whistler Mountain aus
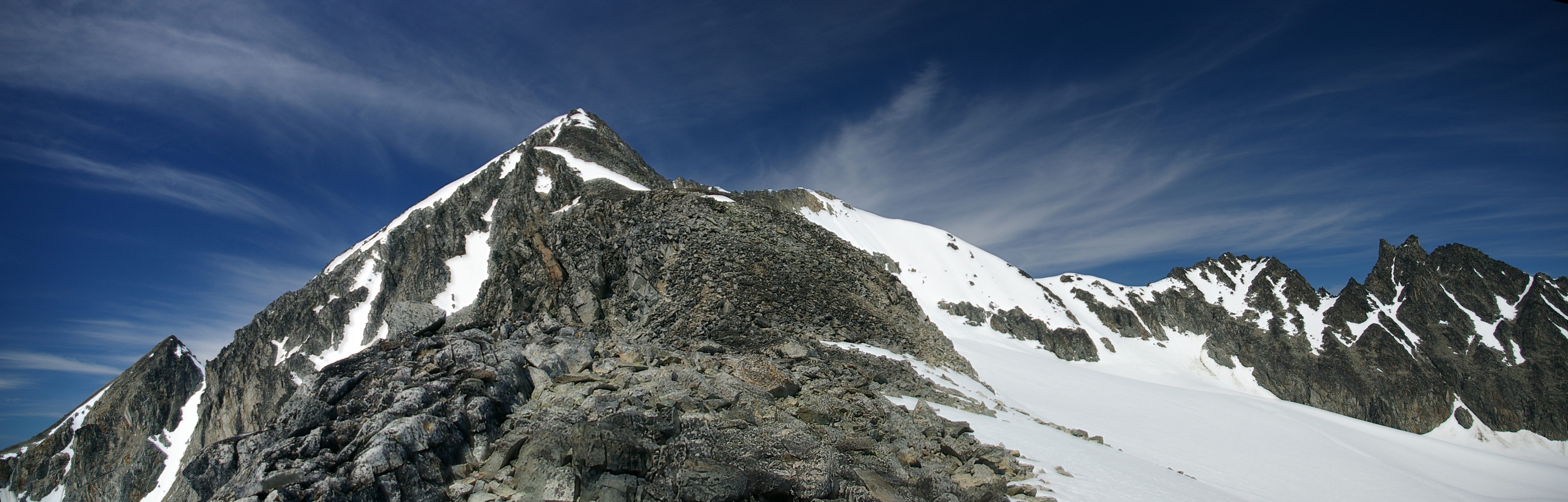
Südost-Grat, „The Owls“ auf der rechten Seite